# Chris Herperger
Christopher „Chris“ Herperger (* 24. Februar 1974 in Esterhazy, Saskatchewan) ist ein ehemaliger kanadischer Eishockeyspieler, der im Verlauf seiner aktiven Karriere zwischen 1990 und 2013 unter anderem 169 Spiele für die Chicago Blackhawks, Ottawa Senators und Atlanta Thrashers in der National Hockey League (NHL) auf der Position des Centers bestritten hat. Darüber hinaus absolvierte Herperger weitere 414 Partien für die Krefeld Pinguine und Hannover Scorpions in der Deutschen Eishockey Liga (DEL). Mit den Scorpions gewann er im Jahr 2010 die Deutsche Meisterschaft.

## Karriere
Herperger begann seine Karriere bei den Swift Current Broncos in der kanadischen Juniorenliga Western Hockey League (WHL), für die er von 1990 bis 1993 insgesamt zweieinhalb Spielzeiten auf dem Eis stand. Dann gab man den Center an die Seattle Thunderbirds ab, wo er bis 1995 wiederum zweieinhalb Jahre spielte. In seiner Juniorenkarriere absolvierte der Kanadier insgesamt 278 Einsätze, in denen er auf 137 Tore und 277 Scorerpunkte kam. Dies brachte Herperger eine Ziehung in der zehnten Runde beim NHL Entry Draft 1992 ein, als sich die Philadelphia Flyers seine Rechte an der 223. Position sicherten.
Noch in seiner letzten Juniorensaison absolvierte der Angreifer seine ersten Partien für die Hershey Bears, das Farmteam der Flyers, in der American Hockey League (AHL). In diesen vier Spielen blieb Herperger noch ohne Punkt. In den folgenden beiden Jahren kam er jedoch für die Bears und die Baltimore Bandits auf 134 Partien, in denen der Kanadier mit 29 Toren und 66 Punkten erfolgreich war. Nach einem Jahr im kanadischen Eishockeyverband Hockey Canada kehrte der Stürmer zurück in die International Hockey League (IHL), über die Indianapolis Ice kam er in der Saison 1998/99 zur Organisation der Chicago Blackhawks. Im Farmteam Cleveland Lumberjacks absolvierte Herperger 73 Spiele, in denen er sowohl 22 Tore und 48 Punkte als auch 122 Strafminuten verbuchen konnte. Diese Werte brachten dem Angreifer die ersten Einsätze bei den Blackhawks ein, für die er in der Folge neunmal NHL-Eis betreten durfte. Dennoch waren Herpergers Leistungen gut genug, dass er bereits nach neun Partien der folgenden Saison wieder in die NHL berufen wurde und nun die gesamte Spielzeit in der besten Liga der Welt blieb. Der Kanadier erarbeitete sich in diesen 61 Einsätzen einen Ruf als starker Dritte-Reihe-Spieler und konnte zudem zehn Tore und 25 Punkte verbuchen, wobei er mit nur 20 Strafminuten äußerst fair war.  Als Free Agent unterschrieb Herperger schließlich zur Saison 2001/02 einen Vertrag beim Ligakonkurrenten Ottawa Senators, für die er eine weitere komplette Saison mit 72 Einsätzen, vier Toren und 13 Punkten absolvierte. Dennoch wechselte der Mittelstürmer nach der Spielzeit – ebenfalls als Free Agent – zu den Atlanta Thrashers, bei denen er allerdings direkt zu Saisonbeginn eine Gehirnerschütterung erlitt und nur noch 27 Einsätze bestreiten konnte. Erneute Verletzungen warfen Herperger wiederum zurück, sodass er lediglich noch in der AHL bei den Chicago Wolves zum Einsatz kam.
Im Januar 2003 tauschten die Senators die Rechte an Herperger gemeinsam mit Chris Nielsen im Tausch für Jeff Farkas mit den Vancouver Canucks. Für deren Farmteam, die Manitoba Moose, absolvierte er weitere 15 Spiele, ehe ihn eine erneute Gehirnerschütterung außer Gefecht setzte und seine Saison beendete. Schon bei den Moose spielte der Angreifer zusammen mit seinem späteren Krefelder Teamgefährten Justin Kurtz. Da seine Chancen auf ein weiteres NHL-Engagement eher gering erschienen, unterschrieb er daraufhin einen Vertrag beim amtierenden Deutschen Meister Krefeld Pinguine aus der Deutschen Eishockey Liga (DEL). Bereits in einem Vorbereitungsspiel in Düsseldorf leistete sich Herperger eine Schlägerei, bei der ein Gegenspieler von hinten an ihn herankam und derart am Arm packte und herumriss, dass er sich die Schulter auskugelte und zum Saisonbeginn wochenlang ausfiel. Obwohl die Spielzeit sowohl für den KEV als auch Herperger enttäuschend verlief, nahm der Verein die Option auf eine Vertragsverlängerung wahr. Zusammen mit seinem Sturmpartner Alexander Seliwanow gehörte Herperger zu Beginn der Saison 2004/05 zu den dominierenden Spielern der gesamten Liga. Am 17. Dezember 2005 erzielte der Kanadier gegen die Eisbären Berlin den ersten Treffer im neu eröffneten KönigPALAST. In der Spielzeit 2005/06 war Herperger Mannschaftskapitän der Krefeld Pinguine. Dennoch wurde sein noch bis zur Saison 2006/07 laufender Vertrag Anfang August 2006 in beiderseitigem Einvernehmen aufgelöst. Die Saison 2006/07 verbrachte der Angreifer daher bei den Kloten Flyers in der Schweizer Nationalliga A (NLA), wo er in 44 Spielen auf 33 Punkte kam. Zur Saison 2007/08 kehrte der Kanadier wieder in die DEL zurück, wo er von den Hannover Scorpions verpflichtet wurde. Dort verletzte er sich jedoch in einem Zweikampf an der Bande im Januar im Ligaspiel gegen die Straubing Tigers so unglücklich, dass ihn der diagnostizierte Syndesmosebandriss für den Rest der Saison außer Gefecht setzte. In den folgenden Jahren entwickelte sicher Herperger aber zu einer festen Größe des Teams und gewann in der Saison 2009/10 die Deutsche Meisterschaft mit den Scorpions. Im März 2013 gab der 39-Jährige schließlich das Ende seiner aktiven Karriere bekannt.

## Erfolge und Auszeichnungen
- 1995 WHL West Second All-Star Team
- 1997 Spengler-Cup-Gewinn mit dem Team Canada
- 2008 Teilnahme am DEL All-Star Game (verletzungsbedingte Absage)
- 2009 Teilnahme am DEL All-Star Game
- 2010 Deutscher Meister mit den Hannover Scorpions

## Karrierestatistik
(Legende zur Spielerstatistik: Sp oder GP = absolvierte Spiele; T oder G = erzielte Tore; V oder A = erzielte Assists; Pkt oder Pts = erzielte Scorerpunkte; SM oder PIM = erhaltene Strafminuten; +/− = Plus/Minus-Bilanz; PP = erzielte Überzahltore; SH = erzielte Unterzahltore; GW = erzielte Siegtore; 1 Play-downs/Relegation; Kursiv: Statistik nicht vollständig)